# 魏亮
魏亮（1953年2月—），江苏高淳东坝镇下坝村人。中国人民解放军上将。中国共产党第十八届中央委员。

## 生平
1996年任步兵第34师政治委员，1998年任步兵第36师政治委员，2000年任南京军区陆军第12集团军政治部主任、2002年任第12集团军副政治委员。2004年，任江西省军区政治委员，后又任济南军区陆军第二十六集团军政治委员。2009年6月，任武警部队政治部主任。2010年7月，任中国人民解放军总政治部主任助理。2012年10月，接替升任总政治部主任的张阳上将，任广州军区政治委员。2016年2月，任新成立的中国人民解放军南部战区政治委员。2018年4月前后，到龄退役。
2002年7月晋升为少将军衔，2009年6月改授武警少将警衔，2010年7月，晋升中将军衔。2014年7月，晋升为上将军衔。